# Кишкинтай
Кишкинтай (каз. Кішкентай) — озеро в Жамбылском районе Северо-Казахстанской области Казахстана. Находится в 8 км к северо-востоку от села Каракамыс.
По данным топографической съёмки 1944 года, площадь поверхности озера составляет 4,08 км². Наибольшая длина озера — 2,8 км, наибольшая ширина — 2,2 км. Длина береговой линии составляет 9,8 км, развитие береговой линии — 1,35. Озеро расположено на высоте 154,9 м над уровнем моря.